# Mpwapwa
Mpwapwa [Aussprache etwa: M-pua-pua] ist eine Stadt in Tansania. Sie ist Verwaltungszentrum des gleichnamigen Distrikts der Region Dodoma mit 21.337 Einwohnern bei der Volkszählung 2012.

## Geografie

### Lage
Die Stadt liegt rund 1000 Meter hoch am südlichen Abhang eines beinahe 2000 Meter hohen Gebirgszuges. Die Entwässerung erfolgt zum Fluss Wami, der etwa 15 Kilometer südlich bei Gulwe vorbeifließt. Die Entfernung zur westnordwestlich gelegenen Hauptstadt Dodoma beträgt rund 100 Kilometer.

### Klima
Das Klima in Mpwapwa ist ein lokales Steppenklima, BSh nach der effektiven Klimaklassifikation. Die Niederschläge sind gering, nennenswerter Regen fällt nur in den Monaten Dezember bis März. Die Jahresdurchschnittstemperatur liegt bei 20,6 Grad Celsius. Die wärmsten Monate sind November bis März mit rund 22 Grad, am kühlsten ist es im Juli mit 17,9 Grad Celsius.
|                        | Jan  | Feb  | Mär  | Apr  | Mai  | Jun  | Jul  | Aug  | Sep  | Okt  | Nov  | Dez  |   |      |
| Mittl. Temperatur (°C) | 21,7 | 22,1 | 21,7 | 20,9 | 20   | 18,6 | 17,9 | 18,7 | 20   | 21,4 | 22,2 | 22   | ⌀ | 20,6 |
| Mittl. Tagesmax. (°C)  | 27   | 27,7 | 26,9 | 25,7 | 25,3 | 24,3 | 23,8 | 24,6 | 26,3 | 27,7 | 28,3 | 27,5 | ⌀ | 26,2 |
| Mittl. Tagesmin. (°C)  | 17,4 | 17,5 | 17,9 | 17,5 | 15,9 | 13,9 | 12,9 | 13,7 | 14,7 | 16,1 | 17,3 | 17,6 | ⌀ | 16   |
|                        |      |      |      |      |      |      |      |      |      |      |      |      |   |      |
| Niederschlag (mm)      | 111  | 79   | 93   | 49   | 12   | 1    | 0    | 1    | 1    | 8    | 35   | 94   | Σ | 484  |

| 17,4 |

| 17,5 |

| 17,9 |

| 17,5 |

| 15,9 |

| 13,9 |

| 12,9 |

| 13,7 |

| 14,7 |

| 16,1 |

| 17,3 |

| 17,6 |

| 17,4 |

| 17,5 |

| 17,9 |

| 17,5 |

| 15,9 |

| 13,9 |

| 12,9 |

| 13,7 |

| 14,7 |

| 16,1 |

| 17,3 |

| 17,6 |

## Geschichte
Im 19. Jahrhundert führte eine Karawanenroute durch Mpwapwa. Auf dieser wurden Sklaven aus dem Inneren Afrikas zum Hafen Bagamoyo gebracht. Da zum Ende des 19. Jahrhunderts Mpwapwa ein wichtiger Knotenpunkt war, ist es wahrscheinlich, dass David Livingstone durch den Ort kam. Gesichert ist, dass Henry Morton Stanley einige Zeit in der Nähe der heutigen Kirche verbrachte.

## Wirtschaft und Infrastruktur

### Bildung
In Mpwapwa befindet sich eine Lehrerbildungsakademie.

### Verkehr
- Eisenbahn: Die von Tanzania Railways Corporation betriebene Tanganjikabahn von Daressalam nach Dodoma hat einen Bahnhof im 15 Kilometer entfernten Gulwe.[7]
- Straße: Mpwapwa ist der Knotenpunkt von vier nicht asphaltierten Regionalstraßen.[8]

## Sonstiges
Das Evangelische Dekanat Traunstein pflegt eine Partnerschaft mit dem Dekanat Mpwapwa.